# 마쓰다 덴마
마쓰다 덴마(일본어: 松田 天馬, 1995년 6월 11일~)는 일본의 축구 선수이다.

## 구단 경력
그는 2017년 J2리그의 쇼난 벨마레에 입단했다. 2017년 J2리그 우승으로 J1리그로 승격했다. 2018년에 J리그컵 우승을 차지했다. 2020년까지 89경기에 출전하여, 6득점을 넣었다. 2021년 J2리그의 교토 상가 FC로 이적했다. 2021년 J2리그 준우승으로 J1리그로 승격했다.